# 7 Secondes
Pour le film, voir 7 Secondes (film).
7 Secondes est une série de bande dessinée française de Jean-David Morvan (scénario) et Gérald Parel (dessin).

## Synopsis
Venise est un tueur de la CIA qui exécute son boulot sans poser de questions. Mais le jour où il est chargé de tuer un de ses amis d'enfance, architecte à succès et sans histoires, il cherchera à comprendre comment celui-ci a pu devenir une cible. Il mettra alors la main dans quelque chose qui le dépasse complètement, impliquant les plus hautes sphères du pouvoir. Quelque chose en rapport avec un vol spatial et des données de la NASA. Il fera alors un choix qui bouleversera sa vie et celle de son ancien ami, et dont les répercussions pourraient bien se faire sentir à l'échelle mondiale…

## Analyse
Thriller d'espionnage paranoïaque mettant en scène un héros (ou plutôt un antihéros) ordinaire plongé par hasard au cœur d'un complot planétaire qui risque d'entraîner rien de moins que la fin du monde, 7 Secondes est prévue en 5 tomes. Elle repose sur un principe original de décompte avant une échéance dont la nature précise reste mystérieuse pendant tout le début de la série. Chaque tome rapproche un peu plus les personnages (et le lecteur) des dernières 7 secondes…

## Série en suspens
Les quatre premiers tomes sont parus de façon assez régulière au rythme habituel d'un tome par an mais après la sortie du quatrième tome en 2006, la série est restée étrangement en suspens. Il n'est pas rare que des séries soient arrêtées en cours de route, notamment lorsque l'auteur ou le scénariste ne souhaitent plus travailler ensemble ou lorsque l'éditeur décide d'arrêter les dégâts quand la série perd trop d'argent mais dans le cas de 7 Secondes, rien ne semble expliquer pourquoi l'ultime épisode ne sort pas. Interrogé par des internautes sur son site, l'éditeur n'a pas exclu que la série soit un jour achevée mais sans préciser d'échéance, laissant les aficionados de la série sur leur faim.

## Les personnages
- Wilson Venise : tueur de la CIA, chargé de retrouver un CD contenant des informations de première importance. Il abat d'une balle dans le visage son partenaire au début du 1er chapitre. Celui-ci l'accompagnera néanmoins jusqu'à sa propre fin, sous forme d'ectoplasme.
- Gabe Benavides : architecte, marié et ayant un enfant. C'est un ami d'enfance de Venise, qui lui confiera le CD.
- Zéline Benavides : femme de Gabe, dépressive profonde, suivie et sous traitement.
- Ianis Lambaratidinis : autre tueur, lui aussi impliqué dans la recherche du CD et l'élimination des témoins gênants. Il marche au contrat et économise tout ce qu'il gagne dans le but de retourner dans son village natal en Italie et y fomenter une vengeance. Il n'en parle qu'à son chien à qui il a coupé lui-même les cordes vocales pour éviter qu'il les fasse repérer lors de ses contrats.
- Bertrand Guillot : journaliste français.

## Albums
- Delcourt (Collection Sang Froid

1. Venise, 2000[1].
2. Bénavidès, 2001.
3. Lambaratidinis, 2004[2].
4. Guillot, 2006[3].